# موارد مصر المائية
تُعتبر إدارة الموارد المائية في مصر الحديثة عملية معقدة فهي تشمل العديد من المستهلكين وأصحاب الأسهم ورؤوس الأموال الذين يستخدمون المياه لأغراض الري والمرافق المحلية والصناعة والإمدادات، وتوليد الطاقة الكهرمائية والملاحة والتحلية. بالإضافة إلى ذلك، فإن مياه النيل توائم النظم الإيكولوجية التي تهدد بها التلوث البيئي. مصر لديها موارد كبيرة أيضاً من المياه الجوفية في الصحراء الغربية.
تعاني مصر من مشكلة رئيسية حديثة لمواردها المائية، هي عدم التوازن بين زيادة الطلب على المياه وتوافر الكمية المتاحة. ولحل تلك المشكلة كان لا بد من التنسيق مع دول حوض النيل العشر، لضمان مستقبل وافر المياه. ونتيجة لذلك تعقد مبادرة حوض النيل منتدى لمثل هذا التعاون. في سنة 1990 أطلقت الحكومة المصرية ثلاثة مشروعات عملاقة لزيادة الري على «الأراضي الجديدة». وكانت تقع في منطقة توشكي في «محافظة الوادي الجديد»، على هامش دلتا النيل الغربية، وفي شمال سيناء. تتطلب هذه المشاريع كميات كبيرة ومستمرة من المياه التي لا يمكن تعبئتها إلا من خلال تحسين كفاءة الري وإعادة استخدام مياه الصرف ومعالجة مياه الصرف الصحي على «الأراضي القديمة» المروية بالفعل.

## التاريخ

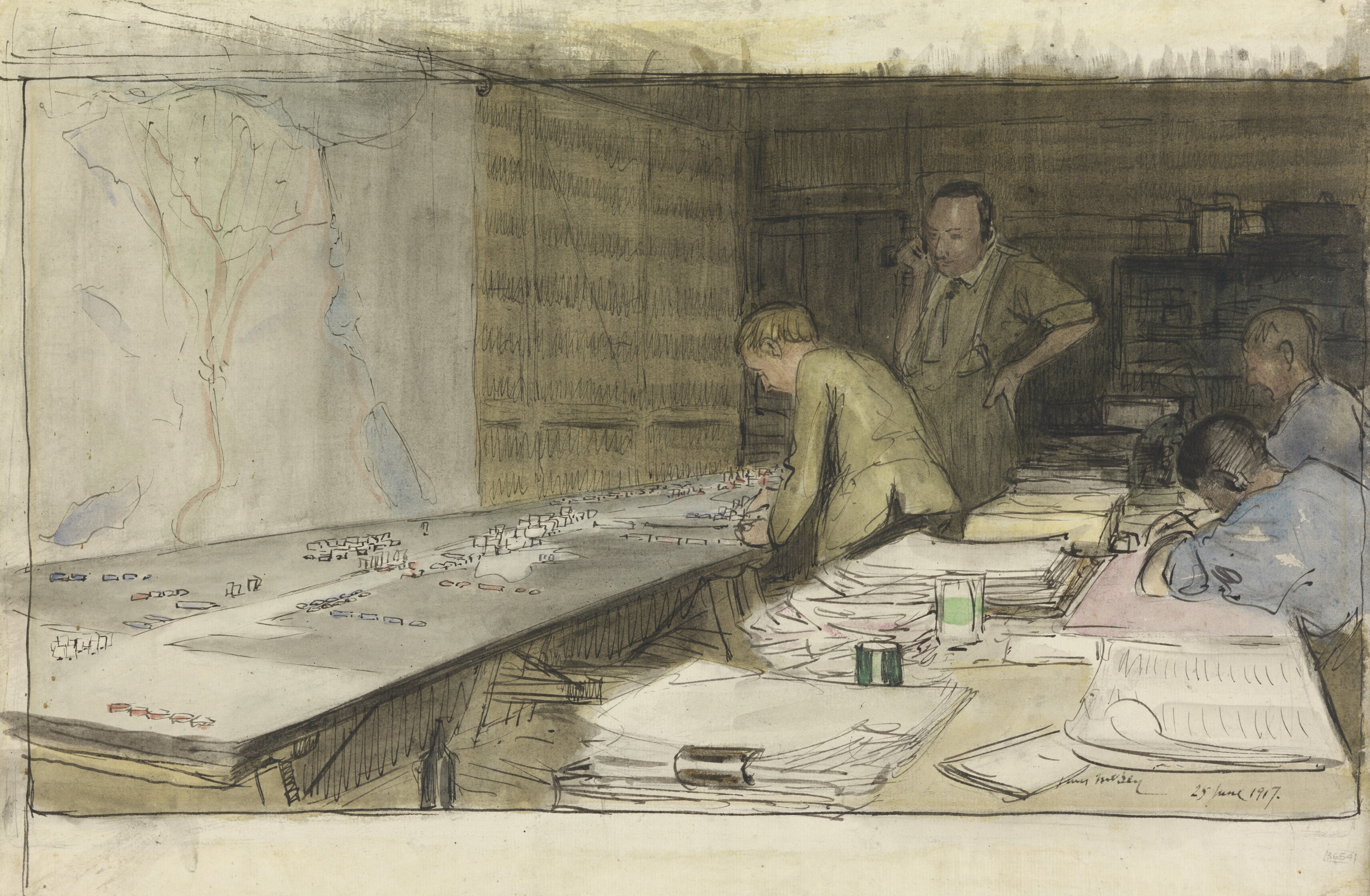
رسم لمكتب النقل المائي الداخلي في عهد الاحتلال

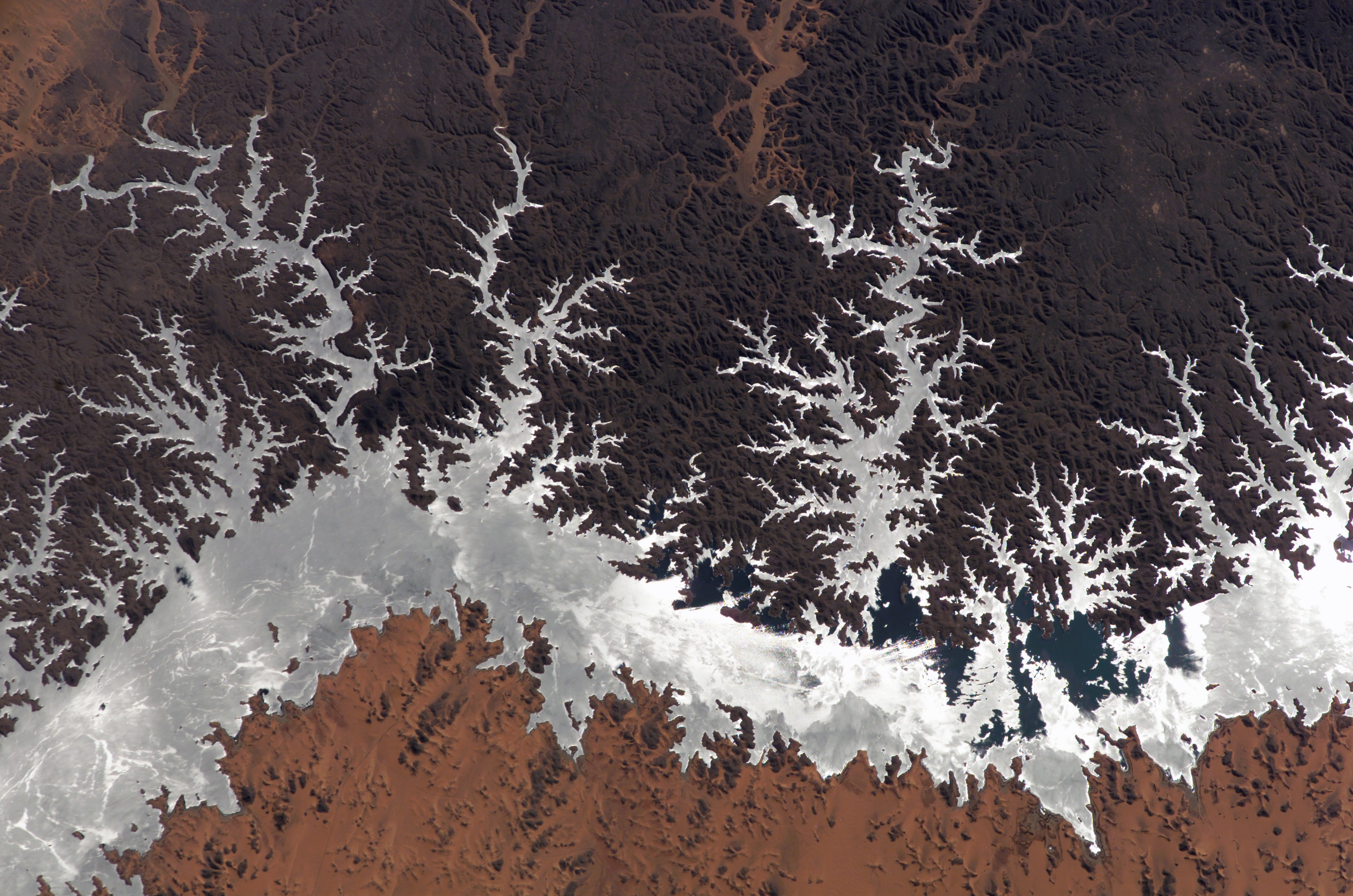
بحيرة ناصر خلف السد العالي

يبدأ تاريخ إدارة المياه الحديثة في مصر مع بناء سد أسوان  القديم في عام 1902، والقناطر على نهر النيل في أواخر القرن التاسع عشر وأوائل القرن العشرين. حجز وخزّن سد أسوان القديم جزءاً من مياه النيل، ما أتاح زراعة محاصيل متعددة سنوياً في دلتا النيل، في حين رفعت القناطر مستوى مياه النيل حتى تمكن تحويل الماء إلى قنوات ري كبيرة تعمل بصورة موازية للنهر. تم تغيير نظام المياه من النهر أساساً في عام 1970 بعد الانتهاء من السد العالي بأسوان، والقضاء على فيضان النيل السنوي. جلب السد فوائد رئيسية مثل زيادة توافر المياه لأغراض الزراعة في مصر بما في ذلك سنوات الجفاف، ما يؤدي إلى زيادة الدخل والعمالة، والطاقة المائية للإنتاج والسيطرة على الفيضانات وتحسن الملاحة، وإنشاء مصائد الأسماك في بحيرة ناصر. لكن نجم عن ذلك آثار بيئية واجتماعية أيضاً، ويشمل ذلك إعادة التوطين، وفقدان الطمي الخصب الذي يتجمع الآن في الخزان خلف السد، وزيادة في ملوحة التربة.، وزيادة تآكل ونحر السواحل.
بعيداً عن بناء السد العالي بأسوان، فقد تدهورت نوعية المياه من خلال تدفقات الصرف غير المعالجة وتصريف مياه الصرف الصحي المحلي والصناعي. تحسنت طرق معالجة مياه الصرف الصحي في بدايات أعوام عقد 1980، كما تحسنت نوعية المياه في النيل أيضاً تدريجياً مرة أخرى، حيث قررت الحكومة تحديد أنواع المحاصيل التي يجب زراعتها، مما سمح لها تقديم كميات محددة من المياه لكل قناة على أساس الاحتياجات المائية للمحاصيل. في عام 1992، حدث تغيير كبير عندما تم تحرير الأنماط الزراعية والمزارعين لزراعة ما يريدون وبشكل حر. وفي الوقت نفسه بدأت الحكومة بنقل مسؤولية إدارة الترع الفرعية والقنوات لجمعيات وهيئات مستخدمي المياه، وهي عملية تُسمى أيضاً بـ «نقل الري». في منتصف أعوام عقد 1990، بدأت الحكومة أيضاً ثلاثة مشروعات عملاقة لتوسيع عملية الري في «أراضٍ جديدة» في الصحراء.

## البنية التحتية

### البنية التحتية الموجودة
تعتمد إدارة الموارد المائية في مصر على مجموعة معقدة من البنى التحتية على طول النهر. أهم عنصر في هذه البنية التحتية هو السد العالي في أسوان والذي يشكل بحيرة ناصر. يحمي السد العالي مصر من الفيضانات، ويُخزن المياه للري على مدار السنة وينتج الطاقة المائية. مع اتباع مجرى النهر انطلاقاً من سد أسوان، توجد سبع قناطر لزيادة مستوى مياه النهر، بحيث يمكن أن تتدفق إلى قنوات الري من المستوى الأول. إحدى هذه القنوات قناة الإبراهيمية التي تمتد بطول 350 كم. وقد تم الانتهاء منها في عام 1873، وهي أكبر قناة اصطناعية في العالم. لها فروع خارج الضفة اليسرى لنهر النيل في أسيوط ومن ثم تسير بمحاذاة النهر. تعمل قناطر أسيوط على زيادة التصرف المائي وقد تم الانتهاء منها في عام 1903. على فرع دمياط، توجد قناطر إدفينا على فرع رشيد من النيل. كما يتدفق الماء من النيل إلى واحة الفيوم من خلال قناة تُسمى بحر يوسف، يعود تاريخها إلى العصور الفرعونية. ومن الواحة تتدفق المياه إلى بحيرة قارون. تمتد قناة المياه العذبة من القاهرة إلى الإسماعيلية، وتعمل القناة بالتوازي مع قناة السويس، موفرة مياه الشرب للمدن على طول القناة. ويشار هنا إلى أنه قد تم الانتهاء من بناء كل القنوات في عام 1863. تربط قناة المحمودية النيل بالإسكندرية. تم الانتهاء منها في عام 1820 وذلك لاستخدامها لتلعب دوراً هاماً في الملاحة، لكن في الوقت الحاضر تُستخدم في المقام الأول لأغراض الري وتزويد الإسكندرية بمياه الشرب.

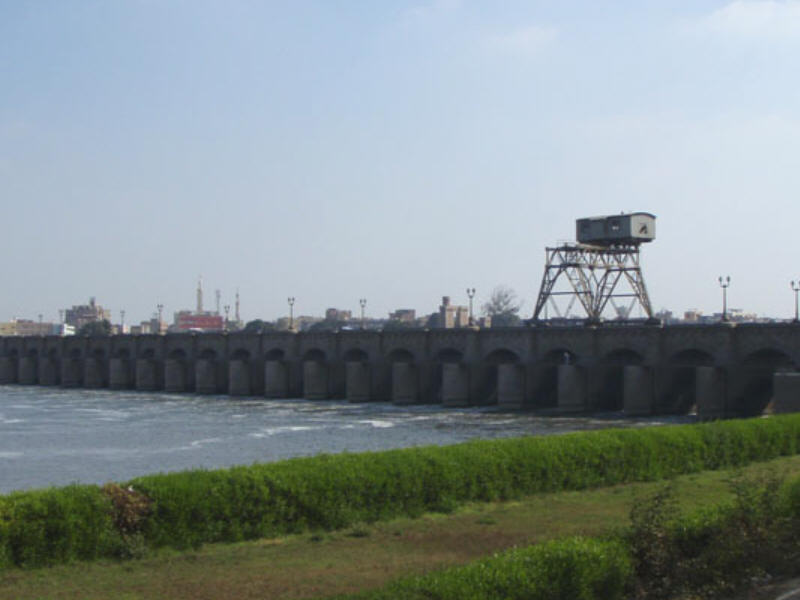
قناطر الدلتا على فرع دمياط من النيل.

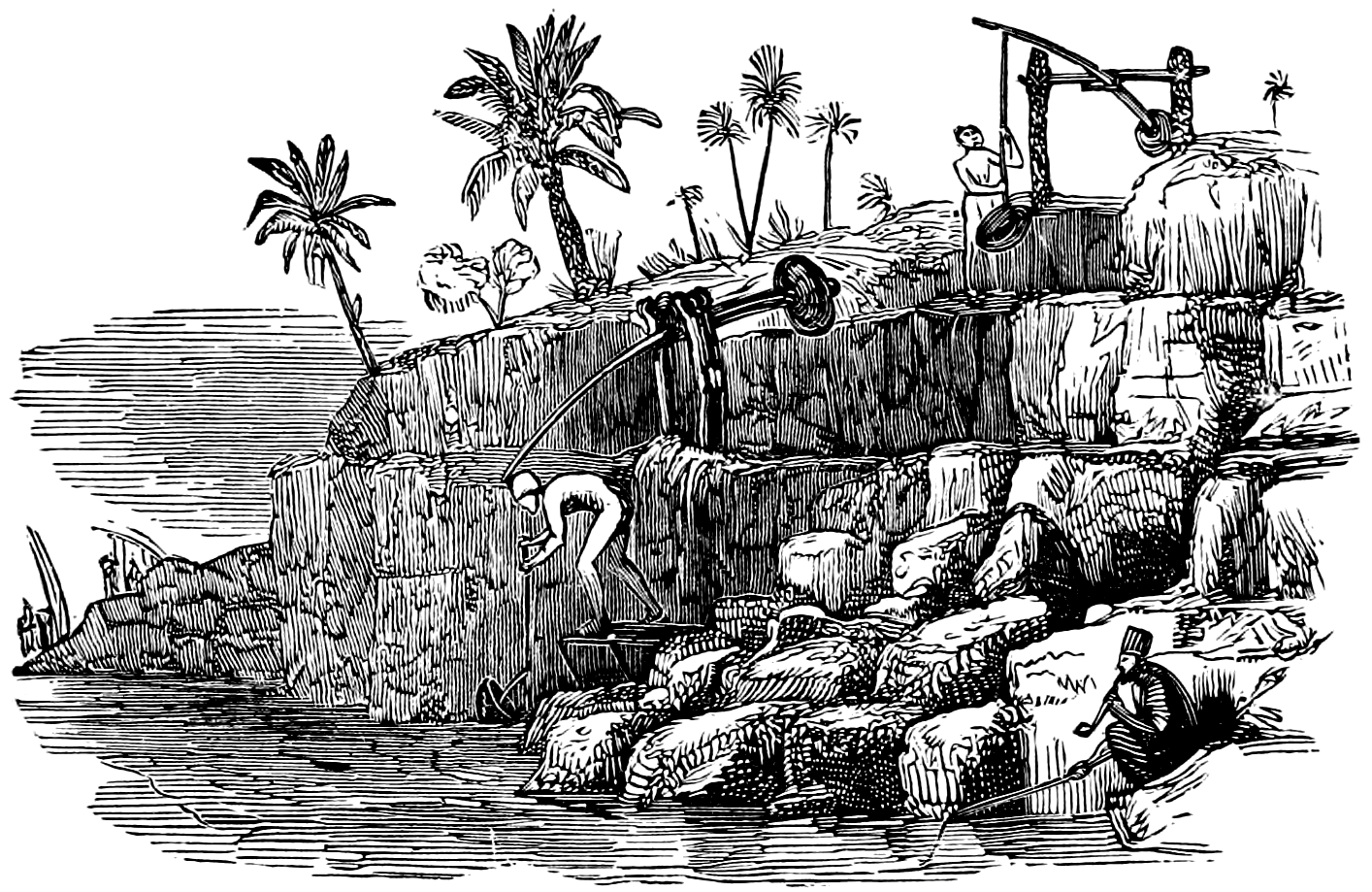
استعمل الشادوف في الري منذ عهود قدماء المصريين.

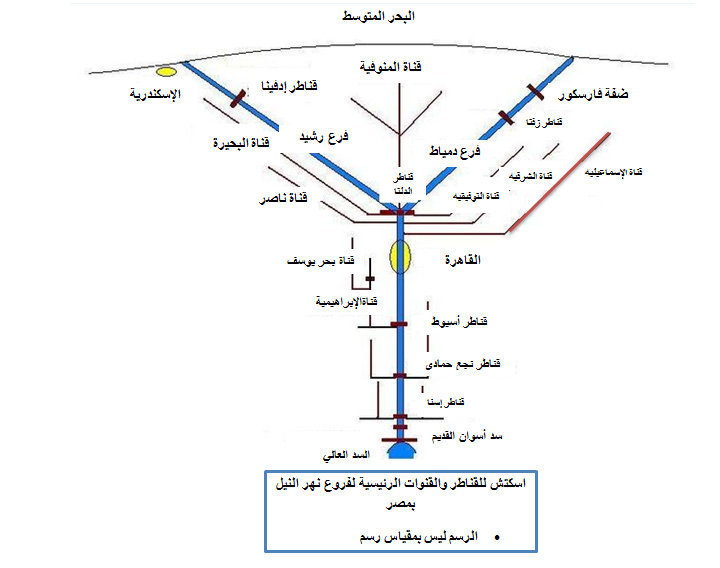
نظام الري الرئيسي (تخطيط يوضح أهم منشآت وقنوات الري على طول النيل.

تصنف قنوات الري إلى قنوات أساسية (الرياحة)، وقنوات رئيسية (قنوات المستوى الأول)، والترع الفرعية (قنوات المستوى الثاني)، وقنوات التوزيع (المساقي، أو قنوات المستوى الثالث) وشقوق الري (مِرواس). التدفق في القنوات الرئيسية مستمر وفي الترع الفرعية وقنوات التوزيع على أساس التناوب. ومع ذلك، فإن الحكومة تهدف إلى تحويل بعض قنوات المستوى الأدنى تدريجياً إلى تدفق مستمر. يضخ الفلاحون المياه من خلال المساقي إلى الحقول. (رفع: حوالي 0,5-1,5 م). تغطي المساقي عادة مساحة من بين 50 إلى 200 فدان (20 إلى 80 هكتار). وفي المناطق التي لا يوجد فيها هيكل تشغيلي رسمي لتوزيع المياه، فإن المستخدمين لا يحصلون على المياه الكافية لزراعة المحاصيل. وقد تم تشكيل جمعيات للمياه في بدايات أعوام عقد 1990 لتوزيع المياه بشكل أفضل بين المزارعين وترشيد الضخ، كما تهدف إلى تخفيض استخراج المياه، وتكاليف الضخ وزيادة العائدات.
في عام 1994 كان في مصر حوالي 30,000 كم من القنوات العامة (المستوى الأول والثاني)، 17,000 كيلومتر من المصارف العامة، 80,000 كلم من القنوات الخاصة ذات المستوى الثالث (المساقي) وخنادق الري، خاصة 450,000 من أجهزة رفع المياه (مساقي أو مضخات/طلمبات)، 22000 نظام تحكم في المياه العامة لمراقبة، و 670 محطة ضخ كبيرة وعامة للري.
إن الصرف تحت السطحي النابع من خلال المصارف وقنوات الصرف ضروري جداً لمنع تدهور المحاصيل الزراعية الذي تسببه تملح التربة والتشبع بالمياه. بحلول عام 2003 تم تجهيز أكثر من مليوني هكتار بنظم صرف تحت سطحية، ويتم تصريف حوالي 7.2 مليار م3 من المياه سنوياً من المناطق باستخدام هذه النظم. وكان إجمالي التكلفة الاستثمارية في الصرف الزراعي لأكثر من 27 عاماً (من 1973 حتى 2002) حوالي 3.1 مليار دولار أمريكي شاملة تكلفة التصميم، البناء، والبحوث، والصيانة والتدريب. خلال هذه الفترة تم تنفيذ 11 مشروعاً ضخماً بدعم مالي من البنك الدولي والجهات المانحة الأخرى 

### برنامج تحسين الري
توفير المياه لقطاع الزراعة هو أحد الأهداف الرئيسية الاستراتيجية التي تهدف مصر من ورائها إلى تأمين ما يكفي من الماء لخدمة السكان الذين تتزايد أعدادهم مع بقاء الموارد محدودة. لكن حجم المدخرات المحتملة في المياه والزراعة، وأفضل السبل لتحقيق إنجاز في مثل هذا الموضوع تسببا في إثارة بعض الجدل. فبينما كفاءة الري على المستوى الميداني قد تكون منخفضة نظرا لغلبة الري بالغمر، فإن كفاءة النظام العام مرتفعة عموماً نظراً لعودة التدفقات. استراتيجيات الحفاظ على المياه في مصر لا تركز كثيرًا على تقنيات الري الموفرة للمياه مثل الري بالرش أو الري بالتنقيط. بدلا من ذلك أنها تقوم على خبرة المزارعين الذين يفتقرون لعامل تقدير الوقت ولكميات إمدادات المياه، فهم يقومون بالري في أوقات قريبة من بعضها البعض ويسرفون الكثير من المياه.
جرى تقييم جدوى توفير المياه في الزراعة المصرية لأول مرة من خلال بعض المشاريع الرائدة في إطار استخدام المياه والممولة من الوكالة الأمريكية للتنمية الدولية لمصر في مجال استخدام وإدارة مشاريع المياه (EWUP) والتي بدأت في عام 1977. وأظهر البرنامج أنه من أجل تحقيق التوفير في المياه، فإنه من المهم أن يُسمح للمزارعين المشاركة أكثر في إدارة الري من خلال جمعيات لمستخدمي المياه، لتوفير التدفق المستمر بدلا من التناوب في تدفق الترع الفرعية، ليحل محل المساقي، لتحل محل الفردية، مضخات مُختارة، وإنشاء خدمة استشارية للري.
عام 1980، تم عقد "إستراتيجية لتنمية الري في مصر حتى عام 2000" بهدف تحسين مراقبة وتوزيع مياه الري كمرحلة أولى، على أن يتبعها تطوير نظم الري الحقلي والتسعير المباشر لمياه الري في مراحل لاحقة، بالاستناد إلى الدروس المستفادة من برنامج استخدام وإدارة مشاريع المياه'، واستراتيجية الحكومة للبرنامج الوطني لتحسين الري في عام 1984، والذي وافقت عليه الجمعية الوطنية في عام 1985. شرع بتنفيذ الاستراتيجية بدعم من الوكالة الأمريكية USAID، في أحد عشر منطقة تجريبية، بدءا من قناة سري مع 120,000 فدان (50400 هكتار) في محافظة المنيا. استبدل المشروع القديم المساقي المنخفضة بمساقي أخرى مرتفعة، والتي تدفق الماء إلى الحقول عن طريق الجاذبية، أو مع أنابيب الضغط.
بحلول عام 1998 كان قد تم تشكيل حوالي 1,100 جمعية لمستخدمي المياه وتم تحديث أنظمة ري 129,000 فدان. خفض المشروع نسبة الفائض من المياه، وقام بتحسين نوعيتها حتى نهاية المساقي، وأدى إلى طرح المزيد من المياه المتاحة للمزارعين في نهاية الترع والأراضي المحفوظة نظرا لصغر حجم المساقي الجديدة، وخفض تكاليف الضخ لأكثر من 50% وزيادة الغلال بنسبة تتراوح بين 5% و30%. بناء على هذا النجاح، تمت توسعة القنوات الفرعية وأنشأ فرع لجمعية مستخدمي القنوات المائية (BCWUAs) في عام 1997 في القنوات سالفة الذكر، كمري وبحر الدهرام وقناة البلكتار في مصر السفلى وقناة الريتي في صعيد مصر، وكذلك في الفيوم.
اعتبارا من عام 1996، دعَّم البنك الدولي وبنك التنمية الألماني البرنامج الوطني لتنمية الري وحدد الهدف النهائي بزيادة الإنتاج الزراعي والدخل. وكجزء من هذا المشروع، تم إنشاء 2906 جمعية لمستخدمي المياه لري أكثر من 200 ألف فدان (84000 هكتار) في غرب الدلتا (المحمودية) وشمال الدلتا (المنوفية والوسط). ومع ذلك، ارتفع صافي الإيرادات من 6% إلى 9% فقط بسبب انخفاض تكاليف الضخ مقارنة للهدف وهو 30%، ولذلك تم تقييم المشروع بأنه «مرضي بشكل هامشي» من قبل البنك الدولي في عام 2007.
ابتداءً من عام 1996، بدأت الحكومة أيضا إنشاء جمعيات لمستخدمي الصرف لإدارة قنوات الصرف بشكل جماعي. ومع ذلك، ظلت هذه الجمعيات هامشية، وعلى ما يبدو أن المزارعين ليسوا مهتمين بتنظيم أنفسهم في مسائل الصرف فقط.

## مشاريع الري

### مشروع تنمية شمال سيناء
مشروع تنمية شمال سيناء يشمل ترعة السلام بدءاً من جوار دمياط بغرض استصلاح 220 ألف فدان غرب قناة السويس، وقد تم بالفعل ري 180,000 فدان منها. وفي عام 1997 تم بناء سيفون تحت قناة السويس لنقل المياه إلى سيناء عبر ترعة الشيخ جابر الصباح لاستصلاح 400 ألف فدان شرق قناة السويس.

### مشروع توشكي
مشروع الوادي الجديد (مشروع توشكي) هو نظام من القنوات حول ترعة الشيخ زايد، يتم تغذيته من بحيرة ناصر ومن خلال محطة مبارك للضخ وذلك لري 234,000 هكتار في الصحراء. وقد بدأ المشروع في عام 1997، وتم الانتهاء من محطة الضخ في عام 2003، ومن المقرر أن يكتمل المشروع وفقاً للبرنامج الزمني قبل عام 2020.

### مشروع تبطين الترع
المشروع القومي لتأهيل وتبطين الترع.

### مشروع تطوير أساليب الري
مبادرة تحويل الري بالغمر في أراضي الدلتا القديمة إلى استخدام الآليات والوسائل الحديثة والذكية لري الأراضي الزراعية، في إطار خطة مصر لترشيد استخدام المياه.

### مشروع غرب الدلتا
مشروع البنى التحتية لتحسين الري في منطقة غرب الدلتا يهدف إلى تحسين الري لخمسمائة ألف فدان واستصلاح 170 ألف فدان وإعادة تأهيل البنية التحتية التي تخدم 250 ألف فدان. هذا المشروع هو عبارة عن شراكة بين القطاعين العام والخاص والتي صُممت لتكون نظام مختلط يعتمد إلى حد كبير على النموذج التعاقدي، التصميم والبناء والتشغيل (DBO). وبموجب هذا النموذج، فإن ممثلي القطاع الخاص سيقوم بتصميم وبناء النظام، وتشغيله لمدة 30 عاماً، متضمناً المطالب والمخاطر التجارية. والقطاع العام سيمتلك الأصول التي تمول المشروع. وفقا للبنك الدولي، فإن عملية اتخاذ القرار بدءاً من التصميم إلى التنفيذ سيضم مفهوم وتصور مجلس مستخدمي المياه. من المفترض أن تأتي الإيرادات من خلال شقين من الرسوم، يتمثل في رسم ثابت على أساس مساحة الأرض ورسم حجمي على أساس استخدام المياه. اعتبارا من عام 2012.

## الموارد المائية

### الموارد الحالية

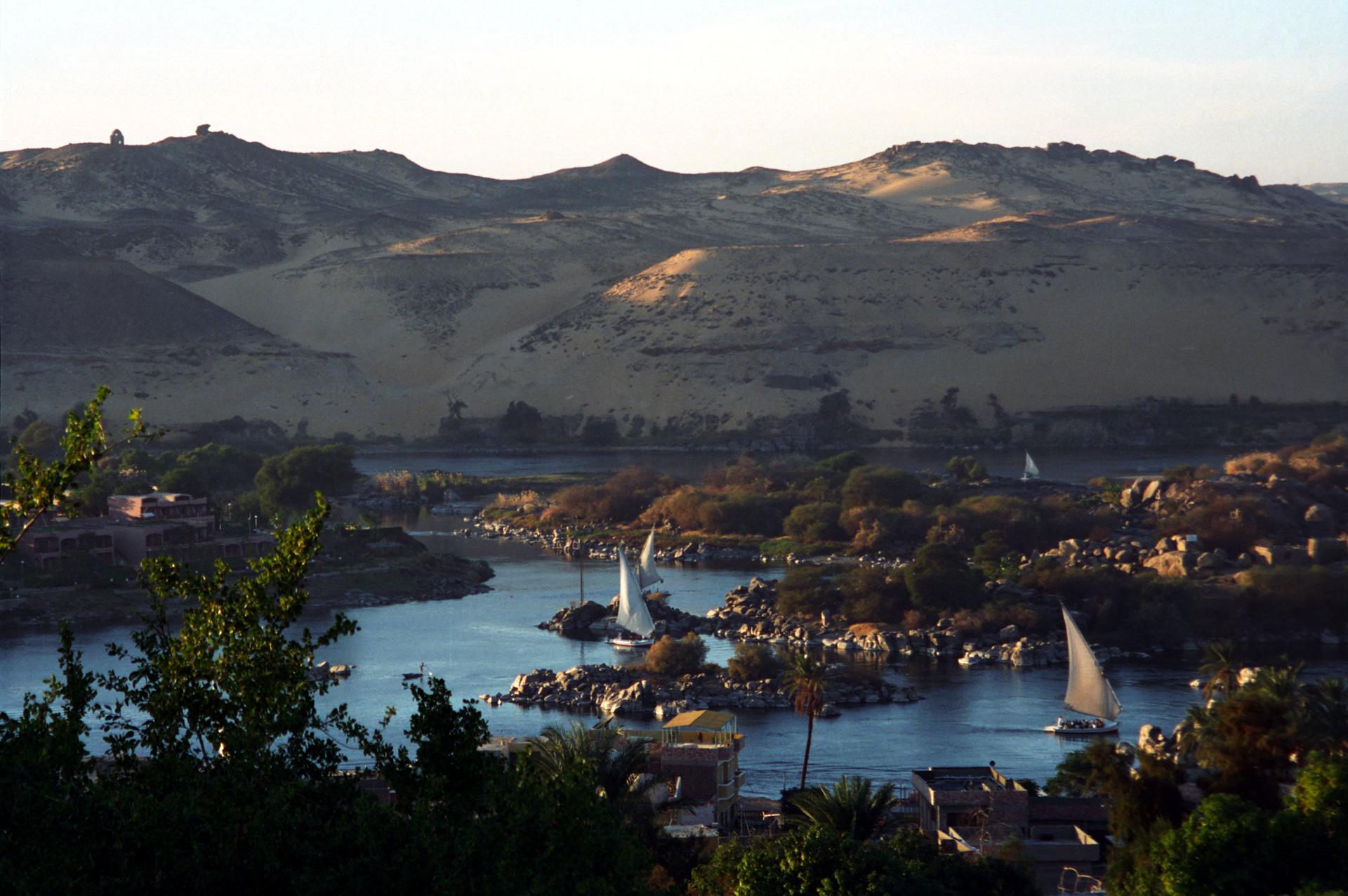
فلوكة النيل.

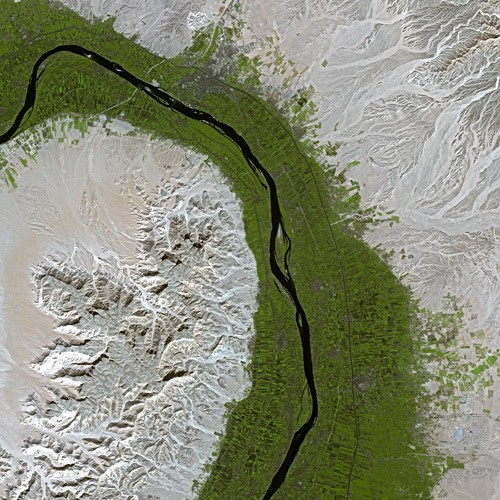
صورة للنيل من القمر الصناعي بالقرب من قنا في صعيد مصر.

تعتمد مصر في 97% من احتياجاتها المائية على نهر النيل. يصل الحد الأدنى من الأمطار المتساقطة إلى 18 ملم في السنة، وأغلبها يهطل خلال فصلي الخريف والشتاء. عام 1959 تم عقد معاهدة مياه النيل بين مصر والسودان، تخصص 55.5 مليار متر مكعب من المياه سنوياً لمصر، دون تحديد أي تخصيص لدول المنبع التي تقع بجوار السودان (18.5 مليار متر مكعب في السنة). لم يكن هناك اتفاق لتقاسم المياه بين جميع الدول العشر المشاطئة لنهر النيل. ومع ذلك، فإن البلدان المشاطئة تتعاون من خلال مبادرة حوض النيل.
في مصر، أربعة خزانات رئيسية للمياه الجوفية هي: خزان النيل الجوفي، وخزان الحجر الرملي النوبي، وخزان المغرة للمياه الجوفية الواقع بين غرب دلتا النيل ومنخفض القطارة، والخزان الساحلي (طبقات المياه الجوفية الساحلية على الساحل الشمالي الغربي). خزانات النيل، والمغرة، والخزان الساحلي قابلة للتجديد. بينما خزانات الحجر الرملي النوبي التي تحتوي على نظام 150,000 مليار متر مكعب من المياه العذبة، أي ما يعادل تقريبا 3,000 مرة التدفق السنوي لنهر النيل، غير قابلة للتجديد. ويتم تقاسمها مع السودان وتشاد وليبيا. موارد مصر من المياه غير التقليدية تشمل الصرف الزراعي، تحلية مياه البحر، تحلية المياه المالحة وإعادة استخدام مياه صرف البلدية.
| موارد المياه واستخراجها في مصر (*)      | موارد المياه واستخراجها في مصر (*) |
| نوع مورد المياه                         | الكمية بالمليار م3 في العام        |
| --------------------------------------- | ---------------------------------- |
| نهر النيل                               | 56.8                               |
| الترسيب                                 | 1.8                                |
| استخراج المياه الجوفية                  | 1                                  |
| تحلية مياه البحر                        | 0.1                                |
| الإجمالي                                | 59.7                               |
| تدوير موارد المياه وإعادة استخدامها (*) |                                    |
| استخراج مياه جوفية ذات خزانات متجددة    | 2.3                                |
| إعادة استخدام مياه الصرف                | 2.9                                |
| إعادة استخدام مياه الصرف الزراعي        | 7.5                                |
| الإجمالي                                | 12.7                               |

(*) انظر أيضًا: السد العالي وجدول مسار الماء

### تحلية مياه البحر
تعمل الدولة على خطة عاجلة لتعظيم الاستفادة من الموارد المائية المتاحة، من خلال التوسع في إنشاء محطات تحلية مياه البحر لتوفير متطلبات المحافظات الساحلية من مياه الشرب، والاستفادة من المياه الجوفية، والتوسع في إنشاء محطات المعالجة الثلاثية لاستخدام ما توفره من مياه في أعمال الري، بجانب العمل على ترشيد الاستهلاك الحالي للمياه في جميع المجالات.
تمتلك مصر حالياً 63 محطة تحلية مياه قائمة بطاقة إجمالية 799 ألف متر مكعب/يوم بمحافظات شمال سيناء وجنوب سيناء والبحر الأحمر ومطروح والإسماعيلية والسويس. فيما تنفذ وزارة الإسكان حالياً خطة عاجلة لتنفيذ 19 محطة لتحلية مياه البحر بتكلفة تصل 7.97 مليار جنيه في 6 محافظات هي مطروح والبحر الأحمر وشمال سيناء وجنوب سيناء وبورسعيد والدقهلية بطاقة إنتاجية إجمالية للمحطات تصل 375 ألف متر مكعب/يوم، في حين أنه من المقرر تنفيذ 21 محطة أخرى بطاقة إجمالية 540.5 ألف متر مكعب/يوم بتكلفة 10.7 مليار جنيه في محافظات مطروح والبحر الأحمر وشمال سيناء وجنوب سيناء وكفر الشيخ والبحيرة.

### ترشيد الاستهلاك وإعادة التدوير
تتضمن خطة تقليل الفاقد في المياه عددًا من المحاور، منها:
- إعادة استخدام مياه الصرف المُعالجة في بعض الزراعات، من خلال التوسع في إنشاء محطات المعالجة الثلاثية للصرف الصحي، ورفع كفاءة محطات المعالجة الحالية وتحويلها إلى معالجة ثلاثية.
- تقليل الفاقد في مياه الشرب في جميع المجالات من خلال ترشيد استهلاك المياه باستخدام القطع الخاصة الموفرة، وتقليل الفاقد التجاري والفيزيائي من مياه الشرب وتوفير العدادات المنزلية مسبقة الدفع، ووضع خطة لتوعية المواطنين بترشيد الاستهلاك.[32][34][35]
- توفير مياه الري عن طريق الاعتماد على المياه الجوفية في الزراعة واستصلاح الأراضي بدلاً من مياه النيل.[36]
- حصاد مياه السيول والاستفادة منها كمورد إضافي للمياه سواء بالشحن على الخزان الجوفي أو توجيه المياه إلى المجاري المائية والنيل لتلبية حاجة الاستخدامات اليومية وفي مقدمتها الزراعة.[37]
- تأهيل جوانب نهر النيل وشبكة الري وإعادتها للحالة التصميمية بما يضمن ترشيد استخدام المياه وتوفيرها لنهايات الترع.[37]
- تبطين وتكسية الترع لخفض فواقد المياه من البخر، وخفض معدلات التسرب إلى الأرض، لتحقيق نسبة وفر تتراوح بين 5 - 10% من المياه، بما يعادل تقريبا 5 مليارات متر من المياه.[38][39]

## المؤثرات الإيجابية والسلبية على موارد المياه
يحتمل أن التطورات الاستثمارية في السودان وإثيوبيا أو غيرها من دول حوض النيل تُخفض توافر المياه في مصر، على سبيل المثال من خلال زيادة الري المجرد. ومع ذلك، فإنه يمكن أن تزيد وفرة المياه أيضاً، على سبيل المثال من خلال تجفيف المستنقعات من مثل بحر الجبل بجنوب السودان، حيث تتبخر كميات كبيرة من المياه حاليا. وعلاوة على ذلك، فإن تغير المناخ من المرجح أن يؤثر على توافر المياه في مصر، على الرغم من أن اتجاه التغيير وتأثيره غير مؤكد. ولكن وفقاً لنهلة أبو الفتوح الباحثة في المركز القومي لبحوث المياه (NWRC) فإن «يقول بعض الخبراء أنه سيكون هناك ارتفاعا في مياه النيل نتيجة لتساقط المزيد من الأمطار على الهضبة الإثيوبية، في حين يرى آخرون أنه سيكون هناك انخفاض بسبب تبخر المياه.» ووفقاً لمحمد الراعي، أستاذ الدراسات البيئية في جامعة الإسكندرية، فإن هناك بعض الدراسات التي تتنبأ بانخفاض يصل إلى 70% في وفرة مياه النيل، في حين تتوقع بعض الدراسات الأخرى أن يرتفع منسوب مياه النيل بنسبة 25%.

### تأثير ارتفاع مستوى البحر على دلتا النيل
يتوقع الفريق الحكومي الدولي المعني بتغير المناخ (IPCC) أن يرتفع مستوى سطح البحر بنسبة تصل إلى 59 سم في أسوأ السيناريوهات والتي يُتوقع أن تحل عام 2100.
ووفقا للدراسات المنقولة عن هذا الفريق، فإن تغير المناخ يمكن أن يؤدي إلى فقدان «لا بأس به نسبة من الجزء الشمالي من دلتا النيل» إلى «مزيج من الفيضانات والتآكل». ومن شأن الارتفاع بمقدار 0.5 م في مستوى سطح البحر أن يؤدي إلى خسائر في الأراضي والمنشآت والسياحة بأكثر من 32,5 $ مليار دولار أمريكي في محافظة الإسكندرية وحدها، وقطع مدينة الإسكندرية من الدلتا. وبالفعل فقد زادت عملية النحر في دلتا النيل منذ بناء السد العالي في أسوان خلال عقد السبعينيات من القرن العشرين بعد أن حصر الكثير من رواسب النيل. علاوة على ذلك، يُحتمل وقوع خسائر كبيرة في الأراضي الزراعية نتيجة تملح التربة.
يختلف مدى ضعف دلتا النيل الذي من شأنه أن يزيد في ارتفاع مستوى سطح البحر. إحدى الدراسات تشير تقديراتها إلى أن 30% من الدلتا والساحل الإسكندري معرضة للخطر، و55% وصف بأنه «غير معرض للخطر» و15% محمية بشكل مصطنع في عام 2003. المناطق شديدة الخطورة تقترب من الدلتا وتشمل أجزاء من محافظات الإسكندرية، والبحيرة، ودمياط وبور سعيد. ووفقاً لعمران فريهي، وهو باحث متقاعد، فإن السلطات تنفق 300 مليون دولار أمريكي لبناء جدران من الخرسانة لحماية شواطئ بحر الإسكندرية. ويجري إلقاء الرمال في بعض المناطق لتجديد الشواطئ المتناقصة. ووفقاً لتقرير نشر في صحيفة الغارديان فإن مسؤولين البيئة المصريين الرسميين لا يؤمنون بتغير المناخ وأنه حقيقي أو مقتنعون بأنها مشكلة كبيرة بحيث أن التدخل البشري لا طائل منه.

### تأثير سد النهضة الإثيوبي

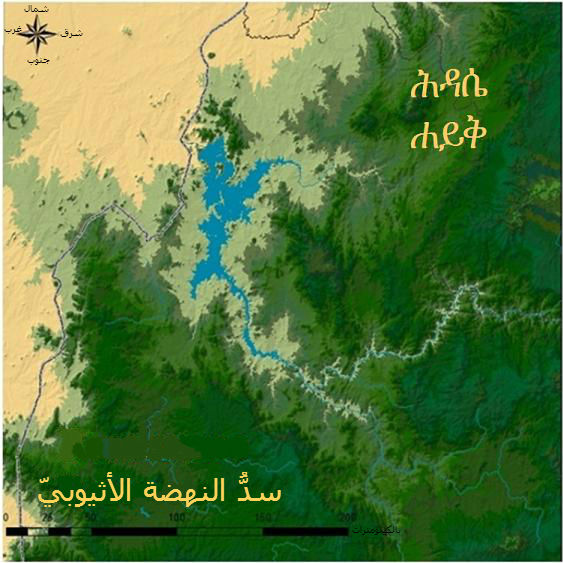
خزان النهضة الإثيوبي.

أبدت مصر خشيتها من انخفاض مؤقت في كمية المياه المتوافرة نظراً للفترة التي يتطلبها ملء الخزان الإثيوبي خلف سد النهضة، ومن انخفاض دائم بسبب التبخر من الخزان. يصل حجم الخزان إلى ما يعادل نسبة التدفق السنوي لنهر النيل على الحدود السودانية المصرية (65,5 مليار متر مكعب) تقريباً. من المرجح أن تنتشر هذه الخسارة إلى دول المصب على مدى عدة سنوات. وقد أشير أنه خلال المدة التي يستغرقها ملء الخزان يمكن أن يُفقد ما بين 11 إلى 19 مليار متر مكعب من المياه سنوياً، مما سيتسبب في خسارة مليوني مزارع دخلهم خلال الفترة ذاتها. ويزعم أيضا أن هذا الأمر سيؤثر على امدادات الكهرباء في مصر بنسبة تتراوح بين 25% إلى 40%، في حين يجري بناء السد حالياً. تُظهر حسابات الطاقة الكهرمائية أن إجمالي إنتاج الكهرباء في مصر في عام 2010 (14 من أصل 121 مليار كيلو وات في الساعة) بلغ أقل من 12 في المئة، ومن المتوقع حدوث انخفاض مؤقت بنسبة 25% من إنتاج الطاقة الكهرمائية وسُيترجم إلى انخفاض مؤقت في إنتاج الكهرباء الإجمالي المصري لما هو أقل من 3%. يمكن لسد النهضة الإثيوبي الكبير أن يؤدي أيضاً إلى خفض دائم في منسوب المياه في بحيرة ناصر، إذا تم تخزين الفيضانات في إثيوبيا. وهذا من شأنه تقليل التبخر الحالي لأكثر من 10 مليارات متر مكعب سنويا، وسيكون من شأنه أيضاً أن يقلل من قدرة إنتاج السد العالي في أسوان للطاقة الكهرمائية، لتصل قيمة الخسارة بذلك لمئة ميجاوات بسبب انخفاض مستوى المياه بالسد بمقدار 3 أمتار.

## استخدام المياه
أبرز استخدامات الماء في مصر هي في القطاع الرئيسي، أي الزراعة، تليها استخدامات البلديات والصناعة. وقد قُدر إجمالي سحب المياه في عام 2000 بحوالي 68,3 كلم3.

### الزراعة وإعادة استخدام مياه الصرف
البيانات الخاصة باستخدام المياه في الزراعة في مصر ليست دقيقة ومتناقضة في كثير من الأحيان. إجمالي المساحة المجهزة للري بلغت 3.4 مليون هكتار في عام 2002، 85% منها في وادي النيل والدلتا. بلغت كمية استهلاك المياه العذبة في القطاع الزراعي حوالي 59 كم3 في عام 2000 (86% من إجمالي الاستخدام). جميع مياه الصرف في صعيد مصر، وجنوب القاهرة، تتدفق مرة أخرى إلى النيل وقنوات الري، ويقدر هذا بأربعة كم3/عام. وتقدر كمية مياه الصرف في منطقة دلتا النيل بحوالي 14 كم3/عام. ويتم ضخ حوالي 10 كم3/عام من مياه الصرف في منطقة الدلتا إلى مجاري المياه العذبة حيثُ تنتقل بعد حين إلى البحر. إعادة استخدام مياه الصرف تتم في ثلاث طرق مختلفة:
- من خلال محطات الضخ العامة والتي تضخ المياه من مجاري الصرف إلى قنوات الري. يُقدَّر الكمية المستعملة بهذه الطريقة بحوالي 4.5 مليار متر مكعب / سنة في الدلتا و0.9 مليار متر مكعب / سنة في صعيد مصر والفيوم
- بطريقة غير رسمية من قِبَل المزارعين أنفسهم عندما يعانون النقص من مياه الترع. في الدلتا وحدها يُقدر هذا بنحو 2.8 مليار متر مكعب / سنة.
- بطريقة غير مباشرة من المصارف في صعيد مصر والتي تُصرف في نهر النيل، وهذه الكمية تبلغ حوالي 4 مليارات متر مكعب / سنة.

### مشاريع محطات التنقية والمعالجة
- محطات تنقية المياه العذبة: هي مشاريع لتنفيذ وتوسعة 6 محطات هي «العاشر من رمضان، أكتوبر، السادات، أسيوط، هضبة أسيوط، غرب قنا» بإجمالي طاقة منتجة 1.4 مليون م3/يوم.
- محطات تحلية مياه البحر: هي مشاريع إنشاء محطات تحلية مياه في مطروح، الضبعة، جنوب سيناء، العين السخنة، الجلالة، شرق بورسعيد، العلمين الجديدة.
- محطات معالجة الصرف الصحي:
- محطات معالجة مياه الصرف الزراعي: منها محطات المحسمة ومحطة بحر البقر والحمام بغرض استغلال المياه المعالجة في استصلاح الأراضي الصحراوية.

### استخدام المحليات والصناعة
تم تخصيص 5,3 كم3 من المياه للاستخدامات المحلية (8 في المئة) و4.0 كم3 للصناعة (6 في المئة). وتشير التقديرات إلى أن نحو 3.5 مليار م3/ سنة تم تصريفها في النيل والبحر في عام 2002، منها 1.6 مليار متر مكعب / السنة (حوالي 45%) تمت معالجتها. النفايات السائلة الصناعية تساهم في تصريف مياه الصرف إلى مياه سطحية بحوالي 1,3 مليار متر مكعب / سنة، ويتم معالجة بعضها فقط.

### استخدامات أخرى
- الطاقة الكهرمائية: من أبرز أوجه استخدام المياه في مصر هو لإنتاج الطاقة الكهرمائية. وهذا الاستخدام غير استهلاكي، مخصص لاستخدامات أخرى جهة المصب. محطات الطاقة الكهرمائية موجودة في السد العالي في أسوان بقدرة 2100 ميجاوات، وسد أسوان القديم بقدرة 270 ميجاوات ومحطات توليد الطاقة في إسنا بقدرة 90 ميجاوات وفي سدود نجع حمادي بقدرة 64 ميجاوات. هذه المحطات مجتمعة شكلت 16% فقط من طاقة توليد الكهرباء في عام 2004.[54]
- الملاحة: يفرض النشاط الملاحي، بما فيه السياحي، في نهر النيل، ضرورة الحفاظ على الحد الأدنى من تدفقه على مدار العام.
- علم البيئة: تتطلب الوظائف الإيكولوجية للنيل استمرار تدفق المياه ولو بالحد الأدنى، وخاصة بالنسبة للبحيرات المالحة في الدلتا.
- التصريف في مياه البحر: مياه الصرف بالغة الملوحة ولا يمكن استخدامها في الزراعة، لذا يتم صرفها من قنوات الصرف في الدلتا إلى البحر والبحيرات الشمالية عبر محطات ضخ الصرف. وتُقدر الكمية الإجمالية لمياه الصرف التي تم ضخها إلى البحر في سنتي 1995 و1996 بحوالي 12.4 مليار متر مكعب. وهذا يشمل نحو 2.0 مليار متر مكعب / سنة من مياه البحر التي تتسرب إلى المصارف في الدلتا.[53]

## الجوانب البيئية

### جودة المياه السطحية

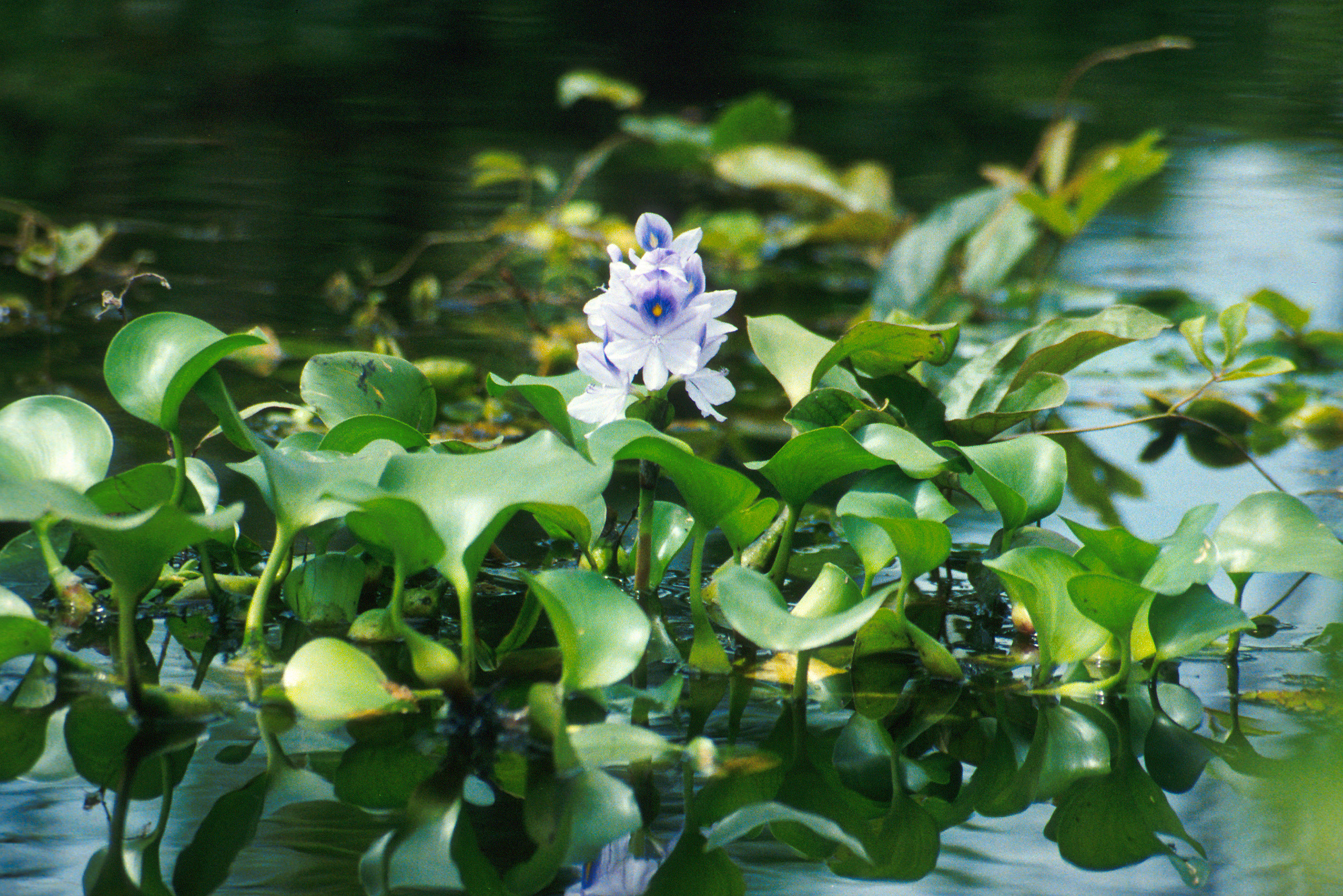
عشب الماء يسد قنوات الري والصرف، وجاري مكافحته بيولوجياً وميكانيكياً.

نوعية المياه في نهر النيل تتدهور على طول مجراه. تتمتع بحيرة ناصر بنوعية مياه حسنة ذات تركيزات بسيطة من المواد العضوية، مما يجعل مياهها نقطة مرجعية لنوعية المياه على طول النهر وفروعه. وفقاً لتقارير وكالة الشؤون البيئة المصرية، فإن متوسط الأحمال العضوية في عام 2007 في 11 محافظة على طول نهر النيل ظلت أقل من الحد المسموح به، أي أقل من 6 ملغ / لتر من الطلب على الأكسجين البيولوجي (BOD). هذا ومن المتفق عليه أن قدرة الاستيعاب الذاتي عالية لنهر النيل. ومع ذلك، في العام نفسه كان الطلب على الأكسجين الكيماوي فوق الحد المسموح به، أي أكثر من 10 ملغ / لتر في 7 محافظات من أصل 11 محافظة تضمنها التقرير. أيضاً، لم يتضمن التقرير بيانات عن بعض المحافظات النيلية مثل المنوفية والشرقية. كما أن متوسط مستوى الأكسجين الذائب كان أعلى قليلا من الحد الأدنى المسموح به وهو 5 ملغم / لتر في جميع المحافظات. التقرير الصادر عن الهيئة البيئية لا يظهر إلا المعدلات ولا يشير إلى تواتر انتهاكات المعايير.
أجريت دراسة تفصيلية في عام 2002 من قِبَل فريق من الباحثين العاملين في وزارة المياه والري والوكالة الأمريكية للتنمية الدولية لتؤكد أنه على الرغم من أن نوعية مياه نهر النيل كانت جيدة فيما عدا صرف أحمال عضوية عالية من بعض المصارف والأنشطة الصناعية، فإن نسبة التلوث هي الأسوأ في قنوات الصرف (المصارف)، وخاصة في جميع المصارف في الدلتا وبعض المصارف في صعيد مصر. ترتب الدراسة ملوثات المياه وفقاً لشدتها على الصحة العامة والبيئة: الكائنات الدقيقة الممرضة في المرتبة الأولى، تليها المركبات العضوية. كما أن تصنيف المبيدات الحشرية والمعادن الثقيلة تأتي في المرتبة الثالثة، ويشار إلى أن المعلومات المتاحة قليلة جدا لقياس حجم المشكلة.
وقد تبين أن الأسمدة النيتروجينية، التي تضاعف استهلاكها بين عامي 1980 و1993، شكلت مصدراً آخر للتلوث. فهي تغذي عشب الماء مما يؤدي إلى نموه في اتجاه مجرى النهر مما يؤدي بدوره إلى انسداد القنوات، وتقوم السلطات المختصة بمكافحة هذه الآفة باستخدام التكنولوجيات الميكانيكية والبيولوجية. الملوحة أيضاً من المواضيع الهامة المتعلقة بقضية جودة المياه. إذ تؤدي عودة تدفقات الصرف إلى النيل إلى زيادة في ملوحة المياه والتي تتراوح بين 250 جزء في المليون (ملغم / لتر) في أسوان إلى 2,700 جزء في المليون عند قناطر الدلتا. ومع ذلك، يتم تصريف مياه أكثر ملوحة في البحر الأبيض المتوسط من التدخل الواضح في أسوان ومن المتوقع انخفاض نسبة ملوحة مياه قناطر الدلتا ستنخفض بمرور الوقت.

### التنوع البيولوجي

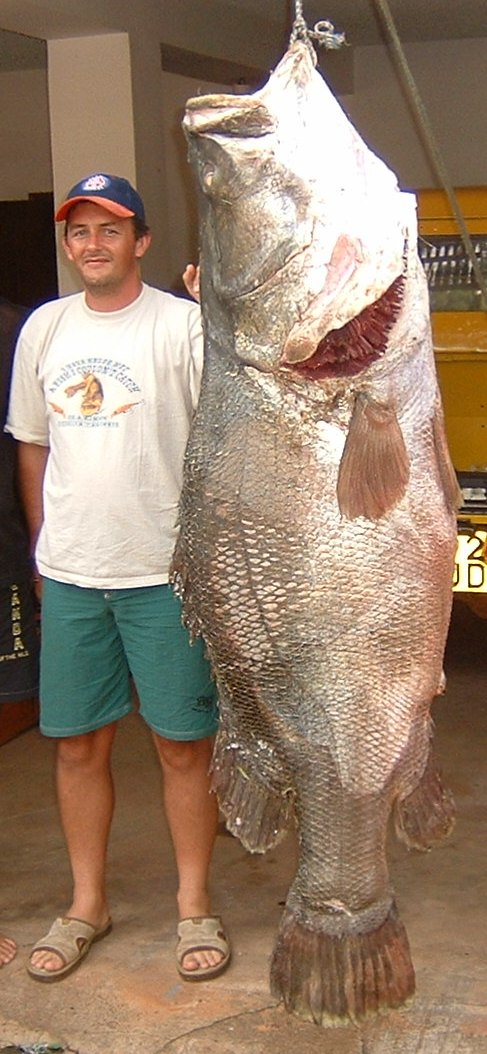
أسماك البياض النيلي توجد في بحيرة ناصر خلف السد وبحيرة مريوط في دلتا النيل.

تعد البحيرات الشمالية في مصر إحدى أهم المواقع للحفاظ على التنوع البيولوجي، وهي، من الغرب إلى الشرق: بحيرة مريوط جنوب الإسكندرية، وبحيرة إدكو شرق الإسكندرية، وبحيرة البرلس شرق رشيد، وبحيرة المنزلة بين دمياط وبورسعيد. إحدى البحيرات الشمالية الهامة الأخرى هي بحيرة البردويل بشمال سيناء والتي لا يغذيها النيل. مئات الآلاف من الطيور المائية تأتي إلى هذه البحيرات في فصل الشتاء، بما في ذلك أكبر تجمعات من النورس الصغير والخطاف أبيض الخد في العالم. من الطيور الأخرى التي تعشش في الدلتا: البلشون الرمادي، والقطقاط الاسكندراني، والكيش (أبو مجرف) وعدة أنواع من الغاقيات. كما شوهدت بعض طيور أبي منجل المحرم في أحيان نادرة. صنفت محمية بحيرة البردويل وبحيرة البرلس ضمن الأراضي الرطبة ذات الأهمية الدولية بموجب اتفاقية رامسار. على الرغم من ازدهار إنتاج الأسماك في مصر، فإن 17 نوعاً فقط سجل وجوده عام 1995 من بين 47 نوع تم توثيقه في عام 1948. أسماك بياض النيل هي إحدى أكثر أنواع الأسماك البارزة في النيل المصري. فقد وُجدت في بحيرة ناصر وبحيرة مريوط في دلتا النيل. وهناك أسماك أخرى عثر عليها في الدلتا تشمل البوري المخطط، ومن الحيوانات الأخرى قاطنة الدلتا: الضفادع والسلاحف، والنموس، والورل النيلية.
تأثرت بحيرة المنزلة، التي تشكل موقعاً هاماً لصيد الأسماك المخصصة للاستهلاك البشري، تأثرت بالتلوث وانخفاض تدفق المياه بشكل ملحوظ. ففي عام 1985، كانت البحيرة تمتد على مساحة مفتوحة (89000 هكتار) ويعمل بها ما يقرب من 17,000 عامل. وقد استنزفت الحكومة أجزاء كبيرة من البحيرة في محاولة لتحويل المياه إلى الأراضي الزراعية. وكان المشروع غير ذي فائدة: فالمحاصيل لم تنمُ جيداً في التربة المالحة، وكانت قيمة المنتجات الزراعية المنتجة من هذه التجربة أقل من القيمة السوقية للأسماك، والأرض المستصلحة لم تتغير عن سابق عهدها. بحلول عام 2001، كانت بحيرة المنزلة قد فقدت ما يقرب من 80% من مساحتها السابقة بسبب جهود الصرف.

### جودة المياه الجوفية
تعاني المياه الجوفية من التلوث جراء تسرب النيتروجين والأسمدة (التي تضاعف استخدامها أربع مرات بين عامي 1960 و1988) ومبيدات الآفات ومبيدات الأعشاب، وتستخدم هذه الأخيرة للسيطرة على الأعشاب في القنوات المائية. كما أن طبقات المياه الجوفية الضحلة، ولا سيما في منطقة دلتا النيل، غالباً ما تكون ملوثة بشدة.

### التأثير على الصحة
في القرى، حيث المياه متوفرة فقط من قنوات الري، تُستخدم المياه للأغراض المنزلية وتُلقى مرة أخرى في المصارف. وقد أثرت مياه الشرب الملوثة على أبناء القُرى، حيث أصيب الكثيرون منهم بأمراض الكلى والكبد. تعاني المنطقة الشمالية الشرقية بدلتا النيل من نسبة عالية من سرطان البنكرياس والتي يُعتقد أن مسببها الرئيسي هو ارتفاع مستويات المعادن الثقيلة والمبيدات العضوية الكلورية في التربة والمياه. تتجاوز نسبة التلوث البرازي للماء المعايير الموضوعة للتلوث من قبل الاتحاد الأوروبي، هذا إلى جانب معاناتها من نسبة ملوحة عالية. وقد وجدت البلهارسيا في قنوات الري إلى جانب الزراقم التي تُشكل البكتيريا الزرقاء. تشمل الملوثات الميكروبيولوجية للمياه في الدلتا: البكتيريا القولونية البرازية والديدان الشصية مسببة الأمراض وغيرها من بيض الديدان الطفيلية المعوية.

## الأُطر القانونية والمؤسسية

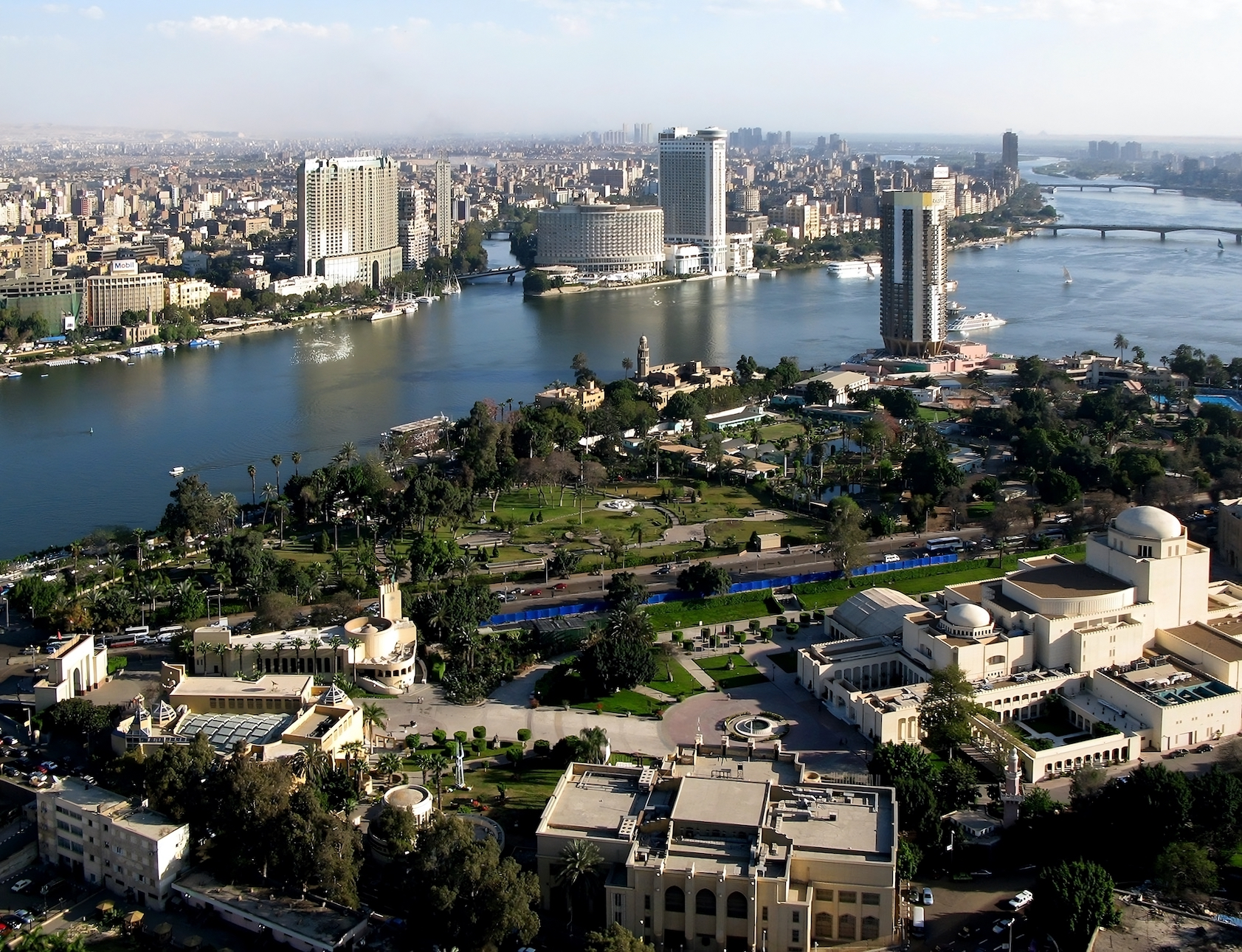
النيل بالقاهرة، عاصمة مصر حيث توجد مؤسسات إدارة المياه في مصر.

### الإطار القانوني
ليس هناك قانون موحد شامل لموارد المياه في مصر. القوانين الرئيسية ذات الصلة بإدارة الموارد المائية تشمل القوانين المتعلقة بالري والصرف من جهة، وقوانين الحماية البيئية من ناحية أخرى. أما قوانين الري والصرف فهي:
- القانون رقم 12 لسنة 1984 للري والصرف.[64]
- القانون رقم 213 لسنة 1994 لمشاركة المزارعين وتقاسم التكاليف.

أمَّا قوانين ومراسيم حماية البيئة فهي:
- القانون رقم 93 لسنة 1962 الخاص بالصرف والقنوات المفتوحة وتعديلاته لسنة 1962، و 1982، و 1989،
- القانون 27 لسنة 1978 لتنظيم موارد المياه ومعالجة مياه الصرف.
- القانون رقم 48 لسنة 1982 فيما يتعلق بحماية نهر النيل والمجاري المائية من التلوث،[65]
- القانون رقم 4 لسنة 1994 لحماية البيئة.[66]

### المؤسسات الرئيسية

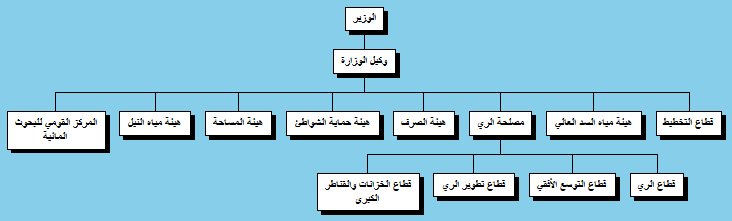
صورة للهيكل التنظيمي لوزارة الموارد المائية والري في مصر.

تشارك عدة وزارات في إدارة الموارد المائية في مصر. وتلعب وزارة الموارد المائية والري دوراً رئيسياً في هذا المجال، فهي المسؤولة عن تطوير وإدارة موارد المياه، وتشغيل وصيانة السدود وقنوات الري وقنوات الصرف. كما ترصد نوعية المياه. وتشارك وزارة الزراعة واستصلاح الأراضي (MALR) في تحسين الأنشطة الزراعية واستصلاح الأراضي الزراعية، بما في ذلك إدارة المياه على مستوى المزرعة. توفر وزارة الإسكان والمرافق والمجتمعات العمرانية الجديدة إمدادات المياه وخدمات الصرف الصحي. كما أن وزارة الصحة والسكان، ووزارة الدولة لشؤون البيئة، ووكالة الشؤون البيئية المصرية (جهاز شؤون البيئة)، ووزارة التنمية المحلية أيضاً لها أدواراً محددة في هذا القطاع.
من أهم الأعمال في هذا المجال: رصد جودة المياه بين واستخدامها مع وزارة الموارد المائية، ووزارة الصحة والسكان ووزارة الشؤون البيئية. كل من الوزارات الثلاث لديها مواقعها الخاصة لرصد جودة ونوعية المياه على طول نهر النيل والترع. ويتم رصد نوعية المياه الجوفية بشكل خاص من قبل وزارة الموارد المائية. بالإضافة إلى ذلك، هناك ثلاثة معاهد لبحوث المياه داخل المركز القومي لرصد جودة المياه. وفقاً لتقرير للأمم المتحدة فإنه "على الرغم من تعدد برامج (مراقبة جودة المياه)، فإنه يُفتقر في بعض الأحيان المعلومات الدقيقة ولم يتم ربط ما يصل إليه". لتحسين نوعية الرصد والتقرير، تلقت مصر دعما من الرابطة الكندية للمعامل التحليلية البيئية. وعلاوة على ذلك، تم إنشاء وحدة لجودة المياه، ونوعية البيانات التي تجمع المياه من مختلف أقسام وزارة الموارد المائية ووزارات أخرى. وتُجمع لهم في قاعدة بيانات بها أكثر من 40 مؤشر وتغطي أكثر من 435 موقع".
لضمان التنسيق بين الوزارات المعنية في مجال الموارد المائية هناك العديد من اللجان، بما في ذلك اللجنة العليا للنيل برئاسة وزير المياه والري، لجنة استصلاح الأراضي واللجنة المشتركة بين الوزارات المعنية بتخطيط المياه. تأسست الأخيرة في عام 1977، وكانت جزءاً من خطة المشروع الرئيسي للمياه.
السلطات الآتية تعمل تحت ظل وزارة الموارد المائية:
- الهيئة المصرية العامة للسد العالي وخزان أسوان، وهي المسؤول عن تشغيل السد العالي في أسوان.
- الهيئة المصرية العامة لمشروعات الصرف (EPADP)، وهي المسؤولة عن بناء وصيانة المصارف.
- الهيئة المصرية العامة لحماية الشواطئ، وهي المسؤولة عن التخطيط لحماية أنشطة الشواطئ.
- المركز القومي لبحوث المياه، الذي يضم 12 معهداً، وهو الهيئة العلمية المركزية لكل الجوانب المتعلقة بإدارة الموارد المائية.[70]

## تخطيط المياه القومية
إن مفهوم التخطيط الطويل الأمد للموارد المائية القومية تم تقديمها في مصر من خلال المساعدات التقنية الأجنبية خلال سنوات السبعينات. وفي عام 1981، تم الانتهاء من الخطة الرئيسية لتنمية الموارد المائية واستخدامها بدعم من برنامج الأمم المتحدة الإنمائي والبنك الدولي. بدلاً من أن تكون خطة فعلية، هدفت الوثيقة إلى إدخال أدوات للتخطيط مثل قواعد البيانات والنماذج التي تتيح تخطيط أفضل. في السنوات اللاحقة، ارتفعت نسبة ندرة المياه لأسباب متعددة، منها جفاف أعوام 1979-1988؛ ووقفت في عام 1983 أعمال البناء على قناة جونغلي في السودان، وأعيد إحياء البرنامج الاستصلاحي للأرض، مما عنى استعمال مليار متر مكعب إضافية من المياه كل سنة. ساعدت هذه الأحداث في زيادة التركيز على التخطيط المتكامل للمياه على المدى الطويل. في عام 1990 تبنت الحكومة أول خطة وطنية للمياه تغطي الفترة الممتدة حتى عام 2000. في إطار خطة الحكومة توقف إطلاق المياه من بحيرة ناصر التي كانت مخصصة فقط لتوليد الطاقة. وتقرر أيضاً أن تستبدل الخزانات القديمة بأخرى جديدة، وأُطلق البرنامج الوطني لتحسين الري. علاوة على ذلك، هدفت تلك الخطة إلى زيادة معدل إعادة استخدام مياه الصرف والرفع من نسبة استخدام المياه الجوفية. وعلى جانب الطلب، إطلاق سراح المياه إلى البحر في أوقات انخفاض الطلب على المياه في فصل الشتاء لغرض وحيد هو الحفاظ على الملاحة وتنظيم تسرب مياه البحر في الدلتا وتخفيضها.
خلال فترة تخطيط الأراضي المُستصلحة، وفي سبيل مواصلة الاستصلاح بمعدل 60,000 هكتار في السنة، اقترح الباحثون أن يتم الانتهاء من بناء قناة جونغلي بحلول عام 2000، وقد تم تنفيذ بعض عناصر هذه الخطة، أما بعضها الآخر- مثل قناة جونغلي - لم تتحقق أو تأخرت، مثلما الحال مع برنامج تحسين الري.
خلال عام 1998 قدمت الحكومة الهولندية المساعدة التقنية لإعداد ثان لخطة وطنية مختصة بالمياه. تم الانتهاء من الخطة الوطنية للموارد المائية (NWRP) في عام 2003 مع أفق زمني حتى عام 2017. وتستند الخطة، وهي ليست متاحة للجمهور، على أربعة مبادئ هي: تطوير موارد إضافية، وجعل أفضل استخدام للموارد المتاحة، وحماية الصحة العامة والبيئة، وتحسين الترتيبات المؤسسية  ووفقا لمنظمة الأغذية والزراعة العالمية (الفاو) شملت الخطة كلاً من زيادة «التوسع الرأسي» من خلال زيادة استخدام المياه بكفاءة والإنتاجية الزراعية و«التوسع الأفقي» من خلال زيادة المساحة الحالية الزراعية من 7.8 مليون فدان (حوالي 3120000 هكتار) إلى إضافة 1,4 مليون فدان إضافية (حوالي 560,000 هكتار). في يونيو 2005 قدمت الوزارة خطة إدارة متكاملة للموارد المائية، والتي تم إعدادها بمساعدة تقنية من البنك الدولي، بكونها «إستراتيجية انتقالية تشمل مزيد من الإصلاحات» بناء على الخطة الوطنية للموارد المائية. الخطة، التي تقرأ تقرير البنك الدولي أكثر من تقرير الحكومة المصرية، تضم 39 إجراء في مجالات الإصلاح المؤسسي وتعزيز السياسات والتشريعات والتدخلات المادية وبناء القدرات والنظم التكنولوجية والمعلومات، وتحسين نوعية المياه، والإطار الاقتصادي والمالي، والبحوث، وزيادة الوعي والرصد والتقييم والتعاون عبر الحدود. التدخلات المادية المذكورة تضم تحسين الري والصرف الصحي في المناطق الريفية من دون الإشارة إلى مشروعات الحكومة العملاقة التي هي في صميم سياسة مصر المائية الفعلية.

## التعاون الخارجي

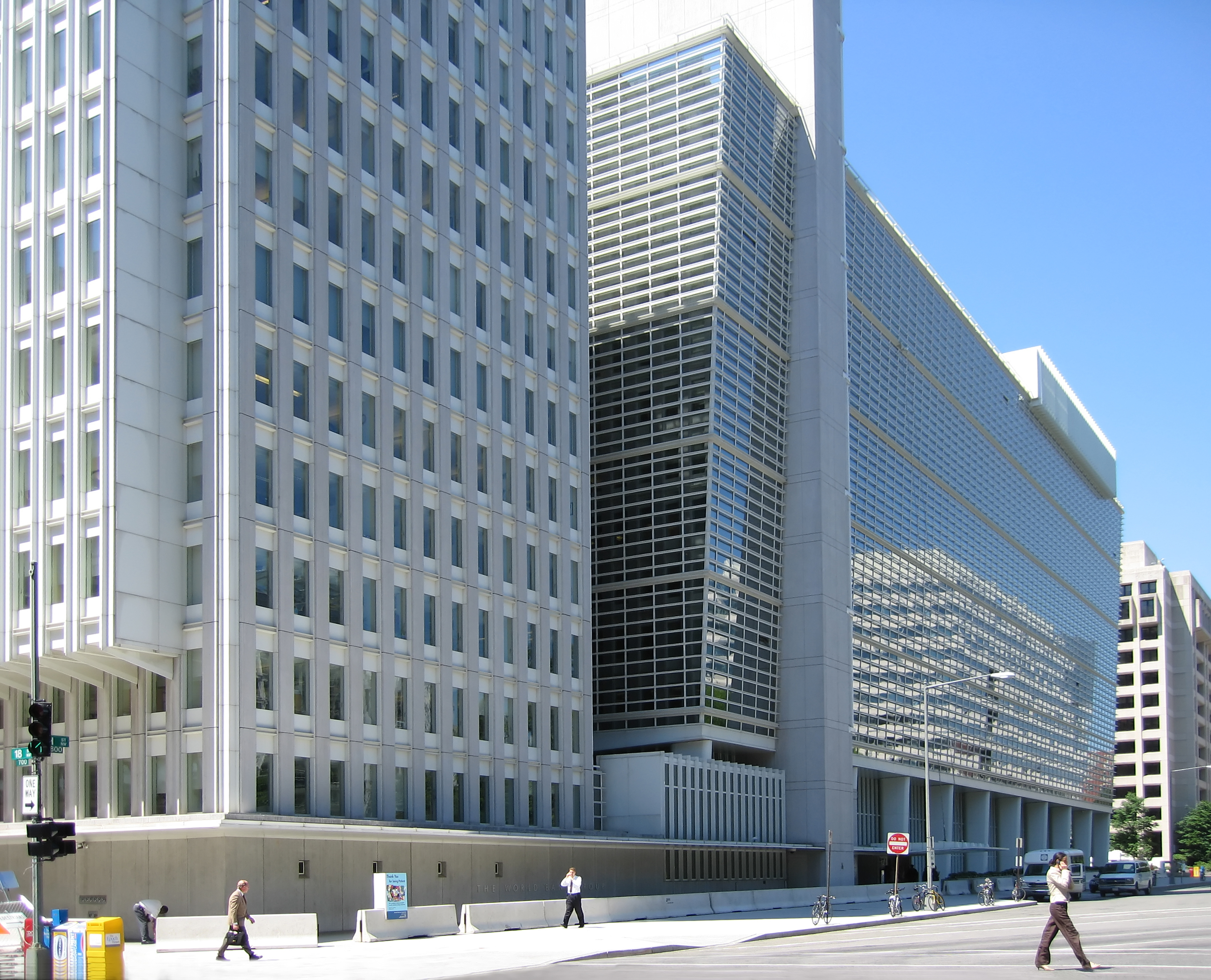
مقر البنك الدولي في واشنطن.

لعب التعاون الخارجي دوراً هاماً في تشكيل إدارة الموارد المائية في مصر الحديثة، وذلك من خلال تمويل الاستثمارات والمساعدات التقنية على حد سواء. أما بخصوص تمويل الاستثمارات، فقد قام الاتحاد السوفيتي بتمويل بناء السد العالي في أسوان خلال عقد الستينيات من القرن العشرين. وبعد أن فتحت مصر أبوابها للغرب في أعوام السبعينات، قدمت الولايات المتحدة والدول الأوروبية المختلفة والبنك الدولي التمويل للاستثمارات الكبرى لإمدادات المياه والصرف الصحي. قامت دول الخليج بتمويل بعض المشروعات العملاقة لاستصلاح الأراضي الجديدة وتطوير الري في الوادي الجديد جزئياً (بدعم من دولة الإمارات العربية المتحدة) وفي شمال سيناء (بدعم من الكويت والمملكة العربية السعودية). بشأن المساعدات التقنية، لعبت هولندا والبنك الدولي وبرنامج الأمم المتحدة الإنمائي دوراً هاماً في دعم الخطط الوطنية المتعاقبة للمياه منذ أعوام الثمانينيات. وقد وضع برنامج الأمم المتحدة الإنمائي والمركز القومي لبحوث المياه نُظم برمجية لدعم القرار والتي تنتج سيناريوهات مختلفة لتغير المناخ في حوض النيل، وبالتالي تساعد على تحسين تخطيط الموارد المائية وإدارتها.
اعتبارا من عام 2012، عملت الجهات المانحة والحكومة على نهج القطاع المتكامل والمشترك (JISA) على أساس بناء خطة وطنية للموارد المائية من أجل تنسيق أفضل الجهود المُقدمة من مختلف الجهات المانحة، وخاصة في مجال الري.

## سيناريوهات مصر المائية
في عام 2001، قدمت مجموعة من الخبراء الفنيين المتخصصين في مجالات المياه والزراعة والبيئة والدارسين عرضاً تضمن تصور وزارة الموارد المائية والري للوضع المائي المستقبلي وكيفية تدبير الموارد المائية للاحتياجات المستقبلية وذلك في إطار مقارن مع نتائج هذه الدراسة للموارد والاستخدامات المائية لعام 2020. وانتهت الدراسة بعرض رؤية للوضع المائي تحت السيناريوهات السياسية الخمسة التي صاغها مشروع مصر 2020 للمستقبل السياسي المصري، والتي تشمل النظام السياسي المرجعي (الحال أيام الرئيس المصري محمد حسني مبارك)، والإسلامي، والرأسمالية الجديدة، والاشتراكية الجديدة، والشعبي.
- السيناريو المرجعي، والذي يفترض فيه استمرار الوضع السياسي القائم لنظام مبارك، واستمرار هيكل القوى الاجتماعية السياسية الغالبة على الحكم.
- سيناريو الدولة الإسلامية، والذي يُفترض فيه تأكيد الهوية الإسلامية، ورفض التعددية السياسية، ومركزية الحكم، ومراعاة العدالة الإسلامية.
- سيناريو الرأسمالية الجديدة، والذي يفترض فيه التوجه الرأسمالي الحر في إدارة مقاليد الدولة، والتفاعل الإيجابي مع العولمة واقتحام الأسواق الخارجية، مع زيادة جرعة الديمقراطية وإطلاق الحريات.
- سيناريو الاشتراكية الجديدة، والذي يُفترض فيه تقديم مشروع اشتراكي جديد بالاستفادة من الدروس المستخلصة من الخبرات السابقة في بناء الاشتراكية، وأهم سماته إعادة توزيع الثروات وتذويب الفوارق بين الطبقات.
- السيناريو الشعبي، والذي يقوم على افتراض تحالف القوى الشعبية والسياسية حول حل وسط يستطيع به المجتمع مواجهة التحديات الداخلية والخارجية.

| الاستخدامات المائية لسيناريوهات مصر 2020م                    | الاستخدامات المائية لسيناريوهات مصر 2020م | الاستخدامات المائية لسيناريوهات مصر 2020م | الاستخدامات المائية لسيناريوهات مصر 2020م | الاستخدامات المائية لسيناريوهات مصر 2020م | الاستخدامات المائية لسيناريوهات مصر 2020م |
| الاستخدامات المائية                                          | السيناريو المرجعي                         | السيناريو الإسلامي                        | السيناريو الرأسمالي                       | السيناريو الإشتركي                        | السيناريو الشعبي                          |
| ------------------------------------------------------------ | ----------------------------------------- | ----------------------------------------- | ----------------------------------------- | ----------------------------------------- | ----------------------------------------- |
| الزراعة، التوسعات الزراعية (مليون فدان)                      | 1,5                                       | 1,5                                       | 1,8                                       | 1                                         | 1                                         |
| تقليل مساحات الزراعات الشرهة للمياه                          | لا                                        | نعم                                       | لا                                        | نعم                                       | لا                                        |
| تعميم طرق الري الحديثة                                       | لا                                        | نعم                                       | نعم                                       | نعم                                       | لا                                        |
| سلالات جديدة للأرز ذات مقننات مائية أقل                      | نعم                                       | نعم                                       | نعم                                       | نعم                                       | لا                                        |
| تطوير الري                                                   | معدلات بطيئة                              | للشبكات الرئيسية فقط                      | للشبكات الرئيسية فقط                      | للشبكات الرئيسية فقط                      | لا                                        |
| منع تعديات المواطنين على شبكتي الري والصرف                   | لا                                        | نعم                                       | نعم                                       | نعم                                       | لا                                        |
| خصحصة خدمات مياه الري والصرف                                 | في المناطق الجديدة                        | نعم                                       | نعم                                       | لا                                        | لا                                        |
| إجمالي الاستخدامات (مليار متر مكعب)                          | 66                                        | 64                                        | 62                                        | 62,5                                      | 65                                        |
| الشرب والسياحة؛ معدل النمو السكاني                           | 1,84%                                     | 1,89%                                     | 1,78%                                     | 1,84%                                     | 1,84%                                     |
| معدل نمو الليالي السياحية                                    | 5%                                        | 2%                                        | 10%                                       | 2,5%                                      | 2%                                        |
| كفاءة شبكة إمدادات المياه                                    | 60%                                       | 65%                                       | 60%                                       | 50%                                       | 50%                                       |
| توصيل المياه للقرى المحرومة                                  | نعم                                       | نعم                                       | نعم                                       | نعم                                       | نعم                                       |
| برامج توعية وترشيد الاستخدامات                               | متوسط                                     | جيد                                       | متوسط                                     | متوسط                                     | لا                                        |
| خصخصة خدمات المياه                                           | نعم                                       | نعم                                       | نعم                                       | لا                                        | لا                                        |
| الاستخدامات المائية (مليار متر مكعب/السنة)                   | 6                                         | 5,5                                       | 7                                         | 6,5                                       | 7,5                                       |
| الصناعة؛ نمو القطاع الصناعي                                  | جيد                                       | متوسط                                     | جيد جداً                                   | متوسط                                     | ضعيف                                      |
| ترشيد استخدامات المياه وتدوير المياه واستخدام المياه المالحة | متوسط                                     | جيد                                       | جيد                                       | متوسط                                     | لا                                        |
| الخصخصة ورفع تعريفة الخدمات                                  | نعم                                       | نعم                                       | نعم                                       | لا                                        | لا                                        |
| الاستخدامات المائية (مليار متر مكعب/ السنة)                  | 12                                        | 10                                        | 16                                        | 11                                        | 9                                         |
| إجمالي الاستخدامات المائية (مليار متر مكعب/ السنة)           | 84                                        | 79,5                                      | 85                                        | 80                                        | 81,5                                      |

تم التعبير عن الوضع المائي بأربعة محاور رئيسية، هي الموارد المائية، والاستخدامات المائية، والإدارة المائية، والميزان المائي. وتحت محور الموارد المائية تم عرض التصور لما يمكن تحقيقه تحت كل سيناريو بالنسبة لحصة مصر من مياه نهر النيل، وما يمكن استغلاله من المخزون الجوفي، والتوسعات في إعادة تدوير مياه الصرف الزراعي والصحي، وما يمكن الاستفادة به من مياه الأمطار والسيول.